# Нас пятеро
«Нас пятеро» (англ. Party Of Five) — американский драматический сериал, выходивший на канале «Fox» с 12 сентября 1994 по 3 мая 2000 года. Критики высоко оценили сериал, но рейтинги шоу были достаточно низкими, и после первого сезона сериал был на грани закрытия. В 1996 году, к удивлению многих, сериал выиграл премию «Золотой глобус» в номинации «Лучшая драма» — сериал стал самым низко-рейтинговым среди обладателей этой премии.
Кроме того, шоу помогло начать карьеру таким ныне известным актрисам, как Нив Кэмпбелл и Дженнифер Лав Хьюитт, вскоре снявшихся в знаменитых слэшерах «Крик» и «Я знаю, что вы сделали прошлым летом», соответственно. Лейси Шабер снялась в фильме «Дрянные девчонки», а Мэттью Фокс стал звездой культового шоу «Остаться в живых». Скотт Вульф появился в картине «Экстази», а также в ремейке сериала «Визитёры». Джейкоб Смит снялся в фильме «Оптом дешевле».
В 1999 году был снят спин-офф под названием «Время твоей жизни» (англ. Time Of Your Life), рассказывающей о Саре — героине Хьюитт — переехавшей в Нью-Йорк. Сериал продержался в эфире лишь один сезон.
В 1995 году журнал «TV Guide» назвал сериал «Лучшим шоу из тех, что вы не смотрите».

## Сюжет
Действие сериала происходит в Сан-Франциско. В центре повествования — пятеро детей семьи Селинджер, осиротевших после того, как их родителей сбил насмерть пьяный водитель. Старший сын — Чарли, двадцатичетырёхлетний бабник, пытается свыкнуться с мыслью, что теперь он глава семьи; шестнадцатилетний Бейли — бунтующий подросток; 15-летняя Джулия справляется с трудностями взросления в одиночку; умная не по годам Клаудия одиннадцати лет, а также годовалый малыш Оуэн.
Герои пытаются управлять семейным бизнесом — маленьким ресторанчиком, где Чарли раньше работал барменом и менеджером. Семья сталкивается с такими жизненными трудностями, как рак у Чарли, алкоголизм Бейли, насилие над Джулией, а также с вопросами родительских прав. Также развитием сюжета служат многочисленные романтические отношения, в которых участвуют новые персонажи в исполнении таких актёров, как Дженнифер Лав Хьюитт в роли возлюбленной Бейли, Сары; Джереми Лондон, сыгравший плохого парня Гриффина и будущего мужа Джулии; и Пола Девиск в роли няни Оуэна, Кирстен, у которой начался продолжительный роман с Чарли.

## В ролях

### Основной состав
- Мэттью Фокс — Чарли Селинжер
- Скотт Вульф — Бейли Селинджер
- Нив Кэмпбелл — Джулия Селинджер
- Лейси Шабер — Клаудия Селинджер
- Пола Девиск — Кирстен Беннетт Томас Селинджер (сезоны 1-2, 5-6)
- Скотт Граймс — Уилл Маккоркл (сезоны 1-2, 6)
- Майкл Гуриян — Джастин Томпсон (сезон 2)
- Дженнифер Лав Хьюитт — Сара Ривз Меррин (сезоны 2-6)
- Александра Ли — Кэлли Мартель (сезон 3)
- Джеймс Марсден / Джереми Лондон — Гриффин Чейз Холбрук (сезоны 2-6)
- Дженнифер Аспен — Дафни Яблонски (сезоны 4-6)
- Роль младшего сына, Оуэна, на протяжении сериала сыграло несколько актёров:
  - Александр и Закхари Анерт
  - Брендон и Тейлор Портер
  - Эндрю и Стивен Каварно
  - Джейкоб Смит

### Приглашённые звёзды
- Том Мейсон — Джо Мангус (55 эпизодов, сезоны 1-6)
- Митчелл Андерсон — Росс Веркман (22 эпизода, сезоны 1-6)
- Кэри Шейн — Нина ДиМайо (9 эпизодов, сезоны 1-2)
- Дженнифер Бланк — Кейт Бишоп (8 эпизодов, сезон 1)
- Майкл Шульман — Арти Баум (7 эпизодов, сезон 1)
- Дэвид Бёрк — Билл (6 эпизодов, сезон 1)
- Меган Уорд — Джилл Холбрук (6 эпизодов, сезоны 1, 3-4)
- Элисон Рид — Миссис Ривз (9 эпизодов, сезоны 2-5)
- Кейтлин Нун — Элли Беннетт (6 эпизодов, сезоны 2-3, 6)
- Марла Соколофф — Джоди Линч (7 эпизодов, сезоны 2-3)
- Кэрролл О’Коннор — Джейкоб «Джейк» Гордон (6 эпизодов, сезоны 2-3)
- Бренда Стронг — Кейтлин Айли (6 эпизодов, сезон 2)
- Тамара Тейлор — Грейс Уилкокс (16 эпизодов, сезон 3)
- Бен Броудер — Сэм Броуди (10 эпизодов, сезон 3)
- Ден Лория — Тренер Расс Петрочелли (6 эпизодов, сезон 3)
- Джеки Мери Робертс — Марсия (5 эпизодов, сезон 3)
- Эндрю Киган — Рид Айли (8 эпизодов, сезон 4)
- Пейдж Турко — Энни Мотт (18 эпизодов, сезон 4)
- Эллисон Бертолино — Натали Мотт (15 эпизодов, сезон 4)
- Джессика Ланди — Нина Рондстадт (5 эпизодов, сезон 4)
- Тим ДеКей — Доктор Пол Томас (12 эпизодов, сезоны 4-5)
- Брендон Уэл — Доктор Стэфани Рабин (8 эпизодов, сезоны 4-5)
- Эвер Кэррадайн — Розали (7 эпизодов, сезон 4)
- Росс Мелинджер — Джейми Бёрк (8 эпизодов, сезоны 4-5)
- Скотт Бэйрстоу — Нед Грейсон (20 эпизодов, сезоны 5-6)
- Хизер МакКомб — Мэгги (11 эпизодов, сезон 5)
- Адам Скотт — Джош Макон (7 эпизодов, сезон 5)
- Джоанна Гарсиа — Хэлли (5 эпизодов, сезон 5)
- Линдси Бартилсон — Паркер Брукс (5 эпизодов, сезон 5)
- Чед Тодхантер — Коди (10 эпизодов, сезоны 5-6)
- Кайл Секор — Эван Стилман (7 эпизодов, сезон 6)
- Мэгги Лоусон — Алекса (7 эпизодов, сезон 6)
- Эндрю Левитас — Камерон Уэлкотт (6 эпизодов, сезон 6)
- Уилсон Крус — Виктор (11 эпизодов, сезон 6)
- Лорен Эмброуз — Мира Ринглер (5 эпизодов, сезон 6)
- Рона Митра — Холли Мэри Бэгинс (12 эпизодов, сезон 6)
- Чарльз Истен — Люк (7 эпизодов, сезон 6)
- Шон Махер — Адам Мэттьюз (7 эпизодов, сезон 6)
- Томас Йен Николас — Тодд Марш (9 эпизодов, сезон 6)
- Мия Уэсли — Изабель (4 эпизода, сезон 6)

## Производство
Сериал был создан Кристофером Кейсером и Эми Липпман и спродюсирован компаниями «Columbia Pictures Television» (CPT) и «High Productions». Вскоре произошло слияние «CPT» и «Columbia TriStar Domestic Television», переименовывавшегося в «Sony Pictures Television». В марте 2009 года «Sony» начал показ третьего сезона шоу на канале «Crackle». В Ирландии сериал транслируется каждую неделю на канале 3e в 20:45.
В качестве главной темы использовались песни «Closer To Free» в исполнении группы The BoDeans и «Climb On (A Back That’s Strong)» из репертуара Шона Колвина с его альбома «Fat City». Песня была заменена для выпуска на DVD.

## Рейтинги
Из-за низких рейтингов сериал оказался на грани закрытия после окончания первого сезона. После победы в номинации «Лучшая драма» на вручении премии «Золотой глобус» во втором сезоне, рейтинги начали расти вплоть до пятого сезона, после чего вновь произошло падение показателей. Во время показа последнего шестого сезона сериал показал также серьёзное падание рейтингов, хотя показатели были по-прежнему довольно неплохими.
| Сезон | Кол-во эпизодов | Время             | Премьера         | Финал         | Позиция | Рейтинг | Кол-во зрителей |
| ----- | --------------- | ----------------- | ---------------- | ------------- | ------- | ------- | --------------- |
| 1     | 22              | Понедельник 21:00 | 14 сентября 1994 | 15 марта 1995 | #125    | 6.2     | н/д             |
| 2     | 22              | Среда 21:00       | 27 сентября 1995 | 27 марта 1996 | #96     | 7.1     | н/д             |
| 3     | 25              | Среда 21:00       | 21 августа 1996  | 2 апреля 1997 | #82     | 7.4     | н/д             |
| 4     | 24              | Среда 21:00       | 17 сентября 1997 | 13 мая 1998   | #56     | н/д     | 11.5            |
| 5     | 25              | Среда 21:00       | 16 сентября 1998 | 19 мая 1999   | #70     | н/д     | 10.1            |
| 6     | 24              | Вторник 21:00     | 5 октября 1999   | 3 мая 2000    | #113    | 6.6     | 6.135           |

## Выход на видео
27 апреля 1999 года «Sony Pictures Home Entertainment» выпустила эпизоды «The Wedding» (второй сезон), «Intervention» (третий сезона) и «Richer, Poorer, Sickness & Health» (четвёртый сезон) на VHS.
Кроме того, в первом и втором регионах первые два сезона сериала вышли на DVD. Третий сезон был издан лишь в первом регионе 25 марте 2008 года — два года спустя после выхода второго сезона шоу. Первый сезон был переиздан 1 марта 2009. Четвёртый сезон поступил в продажу 5 марта 2013 года — данное издание является эксклюзивным проектом Manufacture-on-Demand (MOD), доступным только через сайты Amazon.com и WBShop.com и только для жителей США.
| Название релиза         | Кол-во эпизодов | Дата выпуска    |
| ----------------------- | --------------- | --------------- |
| The Complete 1st Season | 22              | 4 мая 2004      |
| The Complete 2nd Season | 22              | 20 декабря 2005 |
| The Complete 3rd Season | 25              | 25 марта 2008   |
| The Complete 4th Season | 24              | 5 марта 2013    |

В связи со вступлением в силу новых законов об авторских правах, большая часть музыки из телевизионной версии сериала была заменена на другие композиции для выхода на DVD. Новая музыка была подобрана координаторами, работавшими над сериалом.